# USS Brush (DD-745)
O USS Brush (DD-745) foi um Destroyer norte-americano que serviu durante a Segunda Guerra Mundial.

## Comandantes
| Comandante              | Data                               |
| ----------------------- | ---------------------------------- |
| Cdr. John Ellis Edwards | 17 de Abril de 1944 - Maio de 1945 |